# Ständige Vertretung der Bundesrepublik Deutschland bei den Vereinten Nationen in New York

Flagge der Vereinten Nationen

Die Ständige Vertretung der Bundesrepublik Deutschland bei den Vereinten Nationen in New York ist die diplomatische Vertretung der Bundesrepublik Deutschland bei den Vereinten Nationen mit ihrem Hauptsitz in New York City.

## Lage und Gebäude

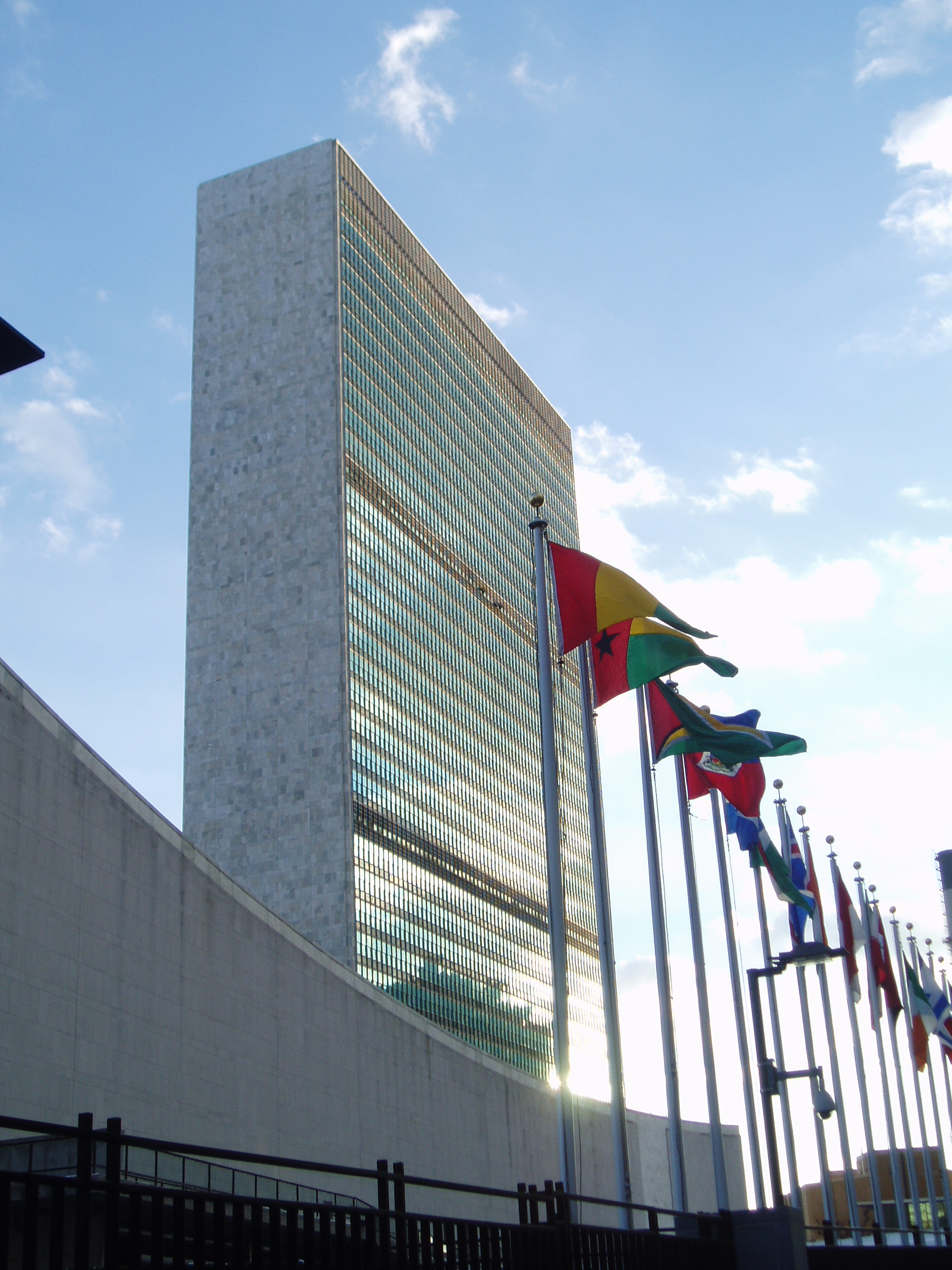
Gebäude des Generalsekretariats und der Vollversammlung in New York City

Die Ständige Vertretung befindet sich in unmittelbarer Nähe des Hauptsitzes der Vereinten Nationen in Manhattan, New York City. Sie ist gemeinsam mit dem Generalkonsulat der Bundesrepublik Deutschland, dem Deutschen Informationsbüro als Außenstelle der Botschaft Washington und anderen deutschen Einrichtungen (z. B. Repräsentanz des DAAD) im „Deutschen Haus“ (en.: German House New York) untergebracht. Die Straßenadresse lautet: 871 United Nations Plaza, New York, NY 10017.
Das Auswärtige Amt entschied sich in den 1980er Jahren, aus wirtschaftlichen Gründen die Vertretungen in einem schlanken Hochhaus am United Nations Plaza am East River gemeinsam unterzubringen.
Im 23. Geschoss des German House New York befindet sich eine Cafeteria, die zur Einbringung von Kunst am Bau ausgewählt wurde. Stephan Balkenhol erstellte aus Pappelholzplatten einen künstlerischen Paravent, der jedoch nicht mehr am Ort ist.

## Auftrag und Organisation
Die Ständige Vertretung vertritt die Bundesrepublik Deutschland am Hauptsitz der Vereinten Nationen.
Sie vertritt die deutschen Interessen in bzw. gegenüber
- der VN-Generalversammlung,
- dem VN-Sicherheitsrat,
- dem Sekretariat und dem Generalsekretär der Vereinten Nationen und
- dem Wirtschafts- und Sozialrat (ECOSOC).

Die Vertretung hält engen Kontakt mit dem deutschen Personal bei den Vereinten Nationen und arbeitet auf einen angemessenen deutschen Personalanteil innerhalb der VN hin.
Der Leiter der Vertretung vertritt die Bundesrepublik Deutschland im Sicherheitsrat, sofern eine zweijährige nicht-ständige Mitgliedschaft erworben wurde. Die Vertretung bereitet die hochrangige Teilnahme deutscher Regierungsvertreter in der Generalversammlung bzw. dem Sicherheitsrat vor.
Sie stimmt sich zudem mit anderen Vertretungen vor Wahlen innerhalb der Vereinten Nationen und vor Beschlussfassungen ab. Sie unterstützt die Durchsetzung deutscher Initiativen oder Vorschlägen anderer Mitgliedstaaten, sofern Deutschland diese mitträgt.
Die Leitung der Ständigen Vertretung liegt bei einem Beamten des Auswärtigen Amts. Der Bedeutung entsprechend ist die Leiterstelle in der Besoldungsgruppe B 9 der Bundesbesoldungsordnung eingestuft.

## Geschichte
Die Bundesrepublik Deutschland hatte seit dem 2. Oktober 1952 einen Ständigen Beobachter bei den Vereinten Nationen. Am 13. September 1973 wurde aus dessen Büro die Ständige Vertretung.
Die DDR unterhielt seit 1972 eine ständige Beobachtermission bei den Vereinten Nationen, die 1973 in eine Ständige Vertretung umgewandelt wurde.